# Jüdischer Friedhof (Schnackenburg)

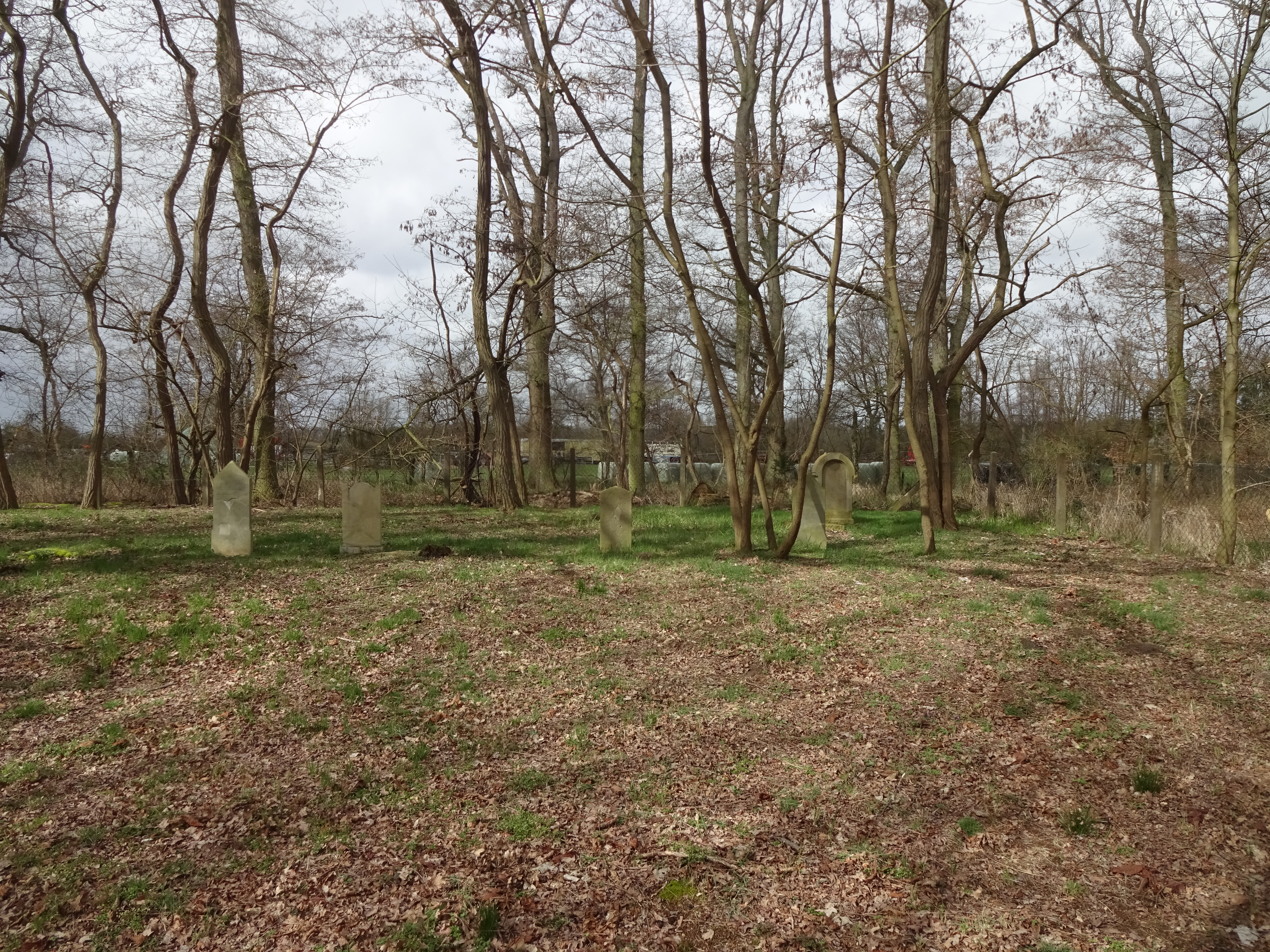
Jüdischer Friedhof in Schnackenburg (März 2023)

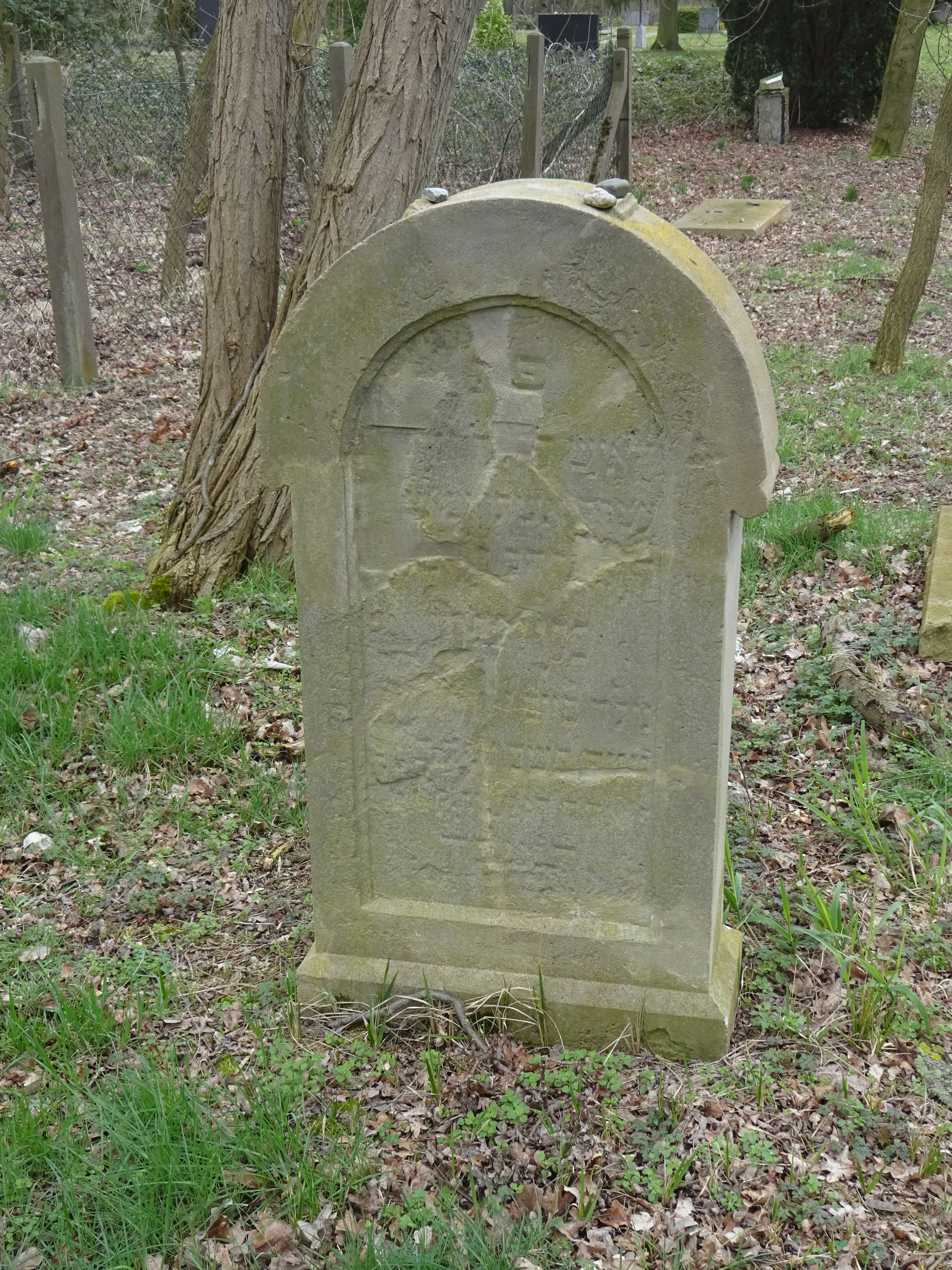
Grabstein auf dem jüdischen Friedhof in Schnackenburg (März 2023)

Der Jüdische Friedhof Schnackenburg befindet sich im Flecken Schnackenburg im niedersächsischen Landkreis Lüchow-Dannenberg. Er steht unter der ID 30879740 in der Denkmalliste des Landes Niedersachsen.

## Beschreibung
Auf dem 346 m² großen Friedhof am protestantischen Friedhof Schnackenburg sind sieben Grabsteine erhalten. Davon stehen fünf aufrecht, zwei sind liegend. Belegt wurde der Friedhof von ca. 1844 bis 1889. Bis 1836 beerdigten die Schnackenburger Juden ihre Toten auf dem gut 30 km entfernten jüdischen Friedhof Dannenberg.